# Wlotka murarkowa
Wlotka murarkowa (Cacoxenus indagator) – gatunek kleptopasożytniczej muchówki z rodziny Drosophilidae. Samice tego gatunku wchodzą do gniazd samotnych pszczół i składają w nich jaja. Wylęgające się larwy pasożyta zjadają pyłek zebrany przez samicę pszczoły jako pokarm dla jej potomstwa. W zależności od liczby larw Cacoxenus znajdujących się w komórce gniazda, larwa gospodarza może przeżyć i osiągnąć o wiele mniejsze rozmiary, rozwijając się w miniaturowe imago, bądź zginąć.

## Morfologia
Muchówka o ciele długości od 2,5 do 4 mm. Głowa jej ma szare czoło i zaopatrzona jest w szczecinki przyoczkowe. Na aristach czułków brak jest długich włosków. Tułów cechują szaro porośnięte śródplecze i tarczka. Skrzydła pozbawione są ciemnych kropek na wierzchołku, mają żyłkę subkostalną bez sierpowatego zakrzywienia za żyłką barkową i bardzo cienką lub całkiem zanikłą żyłkę kostalną na odcinku między żyłką radialną R4+5 a żyłką medialną M1+2. Odnóża są dwubarwne: biodra i uda czarne a golenie i stopy żółte. Czarny odwłok odznacza się delikatnym połyskiem.

## Opuszczanie gniazda gospodarza
Gniazda pszczół, na których pasożytuje Cacoxenus, są zamykane ściankami z błota, które muszą zostać skruszone, żeby dorosły osobnik mógł opuścić gniazdo. Larwy Cacoxenus mają silne żuwaczki, którymi mogą przegryzać się przez ścianki wewnątrz gniazda. Dorosłe osobniki, aby opuścić gniazdo, używają struktury na głowie zwanej ptilinum - elastycznego worka mogącego napełniać się hemolimfą. Opuszczająca gniazdo muchówka wciska głowę w szczeliny w ściance zamykającej gniazdo i pompuje hemolimfę do ptilinum, rozpychając szczelinę i krusząc ściankę. Jeśli w komórce znajduje się więcej osobników, wszystkie poszerzają tę samą szczelinę w ściance, dopóki nie będzie na tyle duża, by mogły przez nią wyjść.

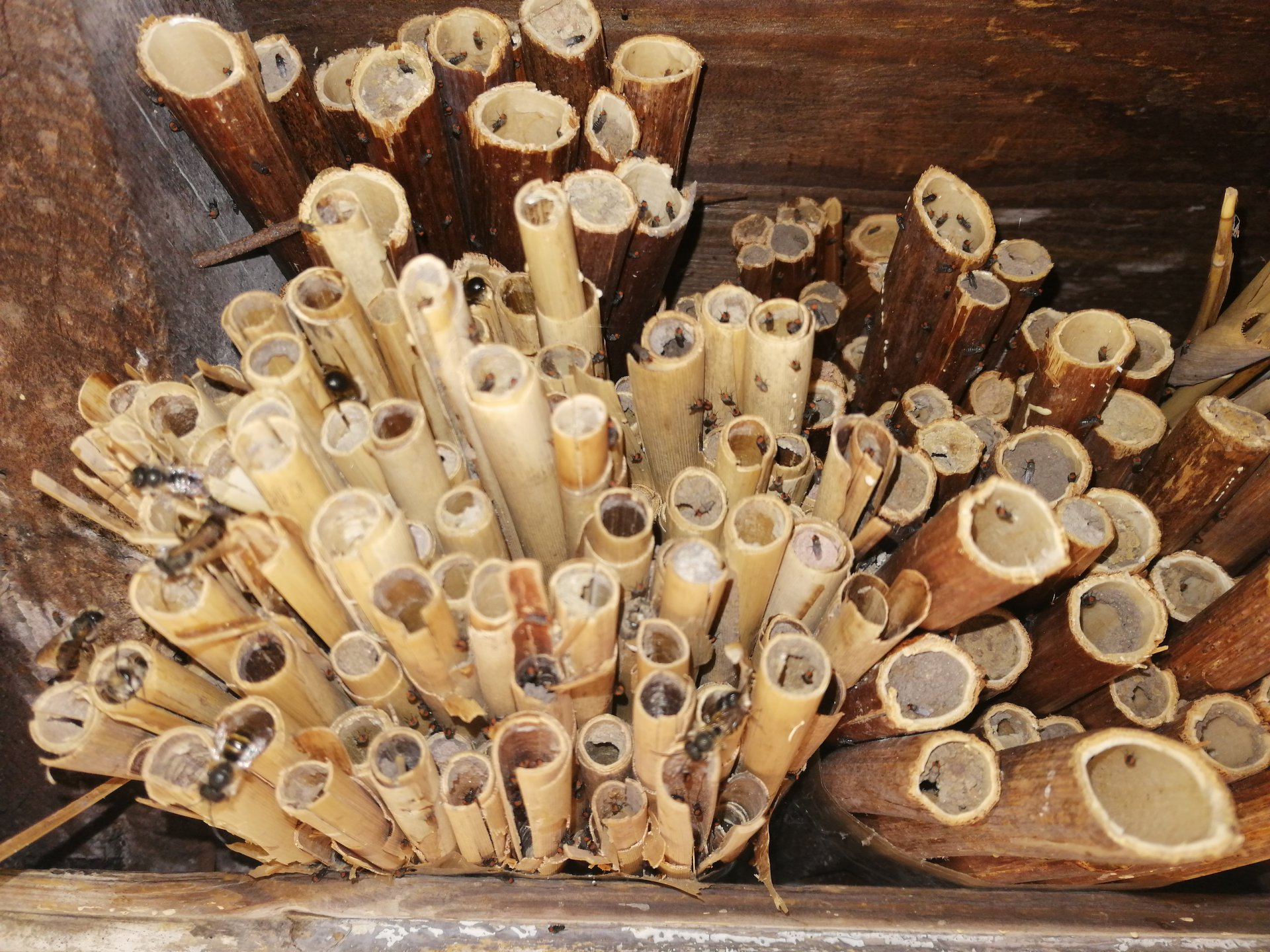
Prawdopodobnie populacja wlotki murarkowej czekająca na możliwość spasożytowania gniazd murarki rogatej i ogrodowej.

## Rozprzestrzenienie
Owad znany z Hiszpanii, Andory, Wielkiej Brytanii, Francji, Belgii, Holandii, Niemiec, Szwajcarii, Austrii, Włoch, Polski, Czech, Słowacji, Słowenii, Chorwacji, Ukrainy, Rumunii i Bliskiego Wschodu.